# Ла-П'єр-Кі-Турн

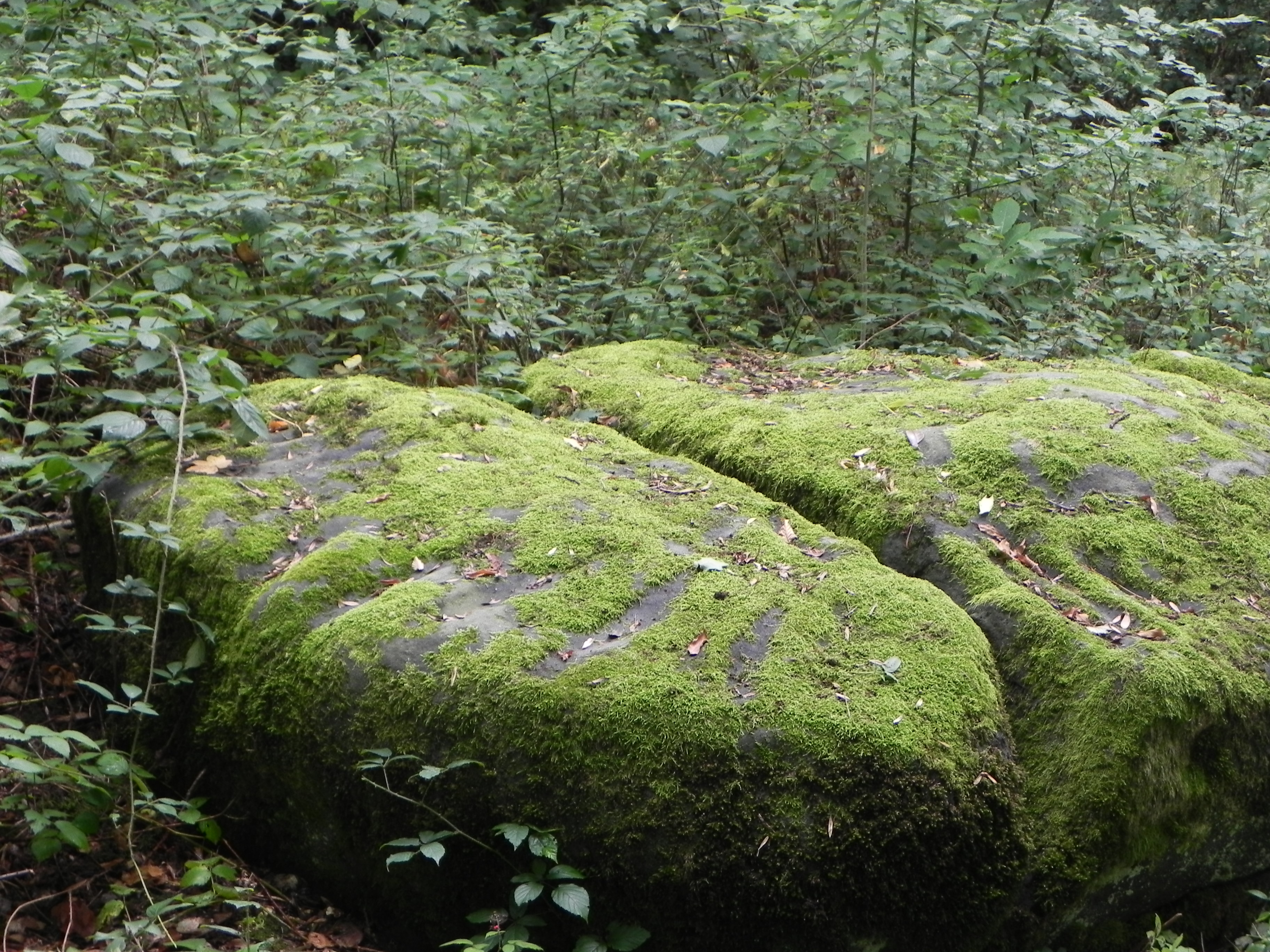
Полісуари

Ла-П'єр-Кі-Турн (або Рош-Кі-Турн) — мегалітичне місце, розташоване в комуні Велен-сюр-Самбр, провінції Намюр, Бельгія. Він включає менгір і полірувальник, що датуються періодом неоліту.
Менгір складається з чотирикутного блоку пісковику висотою приблизно 3 метри та окружністю 5 метрів. Засекречений наказом від 29 серпня 1980 року.
Під час розкопок 1904—1906 рр. на околицях виявлено крем’яні кам’яні предмети (ретушовані леза та відщепи, шліфована сокирка), уламок жорна з пісковику та численні уламки кераміки.
За місцевою легендою, камінь обертається сам, коли опівночі дзвонить у дзвін ферми Фаят, розташованої на півночі, на території Сен-Мартен.